# Volleybalvereniging Taurus 2018-2019 (maschile)
Questa voce raccoglie le informazioni riguardanti il Volleybalvereniging Taurus nelle competizioni ufficiali della stagione 2018-2019.

## Organigramma societario
Area direttiva
- Presidente: Nicole Teeuwen

Area organizzativa
- Team manager: Josien Leurdijk, Ralph Koot

Area tecnica
- Allenatore: Erik Gras
- Assistente allenatore: Niels Plinck
- Scoutman: Marian Groot Koerkamp

Area medica
- Fisioterapia: Damian Murphy

## Rosa
| N° | Nome                 | Ruolo | Data di nascita  | Nazionalità sportiva |
| -- | -------------------- | ----- | ---------------- | -------------------- |
| 1  | Tom van den Boogaard | S     | 8 febbraio 1992  | Paesi Bassi          |
| 2  | Hidde Uittenbosch    | S     | 1989             | Paesi Bassi          |
| 3  | Timo Gras            | S     | 11 marzo 1993    | Paesi Bassi          |
| 4  | Mats Bleeker         | L     | 7 maggio 1998    | Paesi Bassi          |
| 5  | Flor Polinder        | P     | 21 aprile 1996   | Paesi Bassi          |
| 6  | Lars Groeneveld      | C     | 1996             | Paesi Bassi          |
| 7  | Dylan Boerefijn      | O     | 6 settembre 1995 | Paesi Bassi          |
| 8  | Bram de Winter       | P     | 1997             | Paesi Bassi          |
| 9  | Leroy Boerefijn      | C     | 17 marzo 1993    | Paesi Bassi          |
| 10 | Timo Noordhoek       | O     | 10 dicembre 1998 | Paesi Bassi          |
| 11 | Rik Damen            | S     | 2001             | Paesi Bassi          |
| 14 | Noah Aerts           | S     | 2000             | Paesi Bassi          |